# Netzmuräne
Die Netzmuräne (Gymnothorax favagineus, Syn.: G. permistus) ist eine der größten und zugleich am auffallendsten gefärbten Arten der Muränen (Muraenidae).

## Verbreitung
Die Netzmuräne lebt im Roten Meer und im tropischen Indopazifik von Ostafrika bis zu den Gesellschaftsinseln, Hawaii und südlich bis zum Great Barrier Reef. Besonders häufig ist sie im Golf von Aden. Im östlichen Pazifik kommt sie vom südlichen Baja California bis zum nördlichen Kolumbien und den Galapagosinseln vor. Sie lebt vor allem in Fels- und Außenriffen in strömungsreichen Gebieten und Tiefen von einem bis 40 Metern. Meist halten sich die Tiere tiefer als vier Meter auf.

## Merkmale
Netzmuränen werden bis 2,5 Meter, in Ausnahmefällen sogar 3 Meter lang. Sie haben zahlreiche dunkle Flecken, die von einer dünnen weißen Netzzeichnung umgeben sind, so dass sich ein honigwabenartiges Muster ergibt. Einzelne Exemplare können auch fast ganz schwarz sein. Die Anzahl der dunklen Flecken nimmt mit zunehmendem Alter zu, ihre Größe nimmt dagegen ab. Die Unterschiede in der Zeichnung führten dazu, dass die Jungtiere früher als eigene Art („Kleine Netzmuräne“ (G. permistus)) angesehen wurden.
Netzmuränen haben 140 bis 143 Wirbel.

## Lebensweise
Netzmuränen leben einzeln in Fels- und Korallenriffen. Sie ernähren sich vor allem von Kopffüßern und Fischen. In Aquarien gehaltene Tiere nehmen auch Garnelen, Muschelfleisch sowie gequetschte Krabben. Die Fortpflanzungsbiologie der Netzmuränen ist unbekannt. Netzmuränen werden oft dabei beobachtet, dass sie sich von Putzerlippfischen oder Putzergarnelen säubern lassen.